# Oriluoto (ö i Södra Karelen, Villmanstrand, lat 61,15, long 28,05)
Oriluoto är en ö i Finland. Den ligger i sjön Saimen och i kommunen Taipalsaari i den ekonomiska regionen  Villmanstrands ekonomiska region  och landskapet Södra Karelen, i den södra delen av landet, 200 km nordost om huvudstaden Helsingfors. Öns area är 0,6 hektar och dess största längd är 190 meter i öst-västlig riktning.